# Буєраки (Сенгилєєвський район)
Буєраки (рос. Буераки) — село в Сенгилєєвському районі Ульяновської області Російської Федерації.
Населення становить 3 особи. Входить до складу муніципального утворення Новослободське сільське поселення.

## Історія
Населений пункт розташований на території українського культурного та етнічного краю Жовтий Клин.
Від 2004 року входить до складу муніципального утворення Новослободське сільське поселення.

## Населення
| 2010 |
| ---- |
| 3    |